# Friedensvertrag von San Francisco

Premierminister Yoshida Shigeru unterzeichnet den Friedensvertrag

Der Friedensvertrag von San Francisco (englisch Treaty of Peace with Japan, japanisch 日本国との平和条約, Nihon-koku to no heiwa jōyaku, wörtlich: „Friedensvertrag mit dem Staat Japan“) vom 8. September 1951 war Schlusspunkt der am 1. September 1951 in San Francisco eröffneten Friedenskonferenz. Er gab Japan auf den japanischen Hauptinseln und weiteren Inseln die volle Souveränität zurück und beendete dadurch offiziell die Besatzungszeit (1945–1952). Er wurde am 8. September 1951 unterzeichnet und trat am 28. April 1952 in Kraft.
49 Länder unterschrieben das Dokument. Allerdings fehlten wichtige Länder – nach Ausbruch des Kalten Krieges – auf der Konferenz oder verweigerten ihre Unterschrift, so beispielsweise die Volksrepublik China, die Sowjetunion und Indien. Mit den auf die Insel Taiwan geflüchteten Vertretern der Republik China wurde darauf folgend am Tag des Inkrafttretens des Friedensvertrages von San Francisco am 28. April 1952 ein separater Friedensvertrag (Vertrag von Taipeh) geschlossen, der in grundsätzlichen Fragen mit dem Vertrag von San Francisco übereinstimmt. Der Premierminister der Volksrepublik, Zhou Enlai, veröffentlichte am 18. September 1952 eine Erklärung, in der er den Friedensvertrag als illegal und ungültig bezeichnete. Mit der Volksrepublik China kam es im Jahr 1978 zum Abschluss eines Friedensvertrags. Friedensverhandlungen mit der Sowjetunion (und ab 1991 mit  der Russischen Föderation) sind immer wieder an offenen Fragen gescheitert.
Durch den Vertrag von San Francisco wurde der Zweite Weltkrieg im pazifischen Raum (Pazifikkrieg) auch diplomatisch beendet, und Japan gab die Rolle als imperiale Vormacht in Süd-Ost-Asien auf. Der Vertrag beruft sich in vielen Punkten auf die Charta der Vereinten Nationen und die Allgemeine Erklärung der Menschenrechte, um die Ziele der Alliierten zu unterstreichen und das Schicksal Japans in die Hände der Internationalen Gemeinschaft zu legen. Ziel der Vereinbarung war auch, Japans Aufnahme in die UNO vorzubereiten, das bei der Gründung sechs Jahre zuvor noch als Feindstaat betrachtet wurde (siehe UN-Feindstaatenklausel).
Im Vertrag verzichtet Japan auf seine Rechte aus dem Boxerprotokoll (siehe Boxeraufstand) von 1901 und weiterhin auf seine Ansprüche auf Korea, Taiwan, die Pescadores-Inseln, die Kurilen, Sachalin, die Spratly-Inseln und Territorien in der Antarktis. In den Dokumenten wird formell nicht erklärt, welche Nationen Souveränität über diese Gebiete erlangen sollen. Insbesondere der rechtliche Status Taiwans ist bis heute ungeklärt. Einige Befürworter der taiwanischen Unabhängigkeit leiten daraus ein Recht der Selbstbestimmung nach Artikel 77b der Charta der Vereinten Nationen ab. Auch äußerte die Mehrheit der Konferenzteilnehmer die Meinung, dass die Selbstbestimmung der Inselbewohner in Betracht gezogen werden müsse.
Artikel 3 der Vereinbarung stellt alle Nansei-Inseln südlich des 29. Breitengrads (d. h. die Amami-, Ryūkyū- (einschließlich der Senkaku-Inseln) und Daitō-Inseln), sowie die Ogasawara-Inseln (hier als Nampō-Inseln bezeichnet) unter US-amerikanische Treuhand. Die Amami-Inseln wurden bereits am 25. Dezember 1953 an Japan zurückgegeben, die Ogasawara-Inseln am 5. April 1968 und nach einer Volksabstimmung im Jahr 1971 die Daitō- und Ryūkyū-Inseln zum 15. Mai 1972.
Das Dokument setzte auch Richtlinien für die Repatriierung von Kriegsgefangenen und erklärt den Verzicht auf weitere militärische Aggression nach den Richtlinien der UN-Charta. Vorhergehende Verträge (speziell mit den Achsenmächten Italien und Deutschland) werden für nichtig erklärt und der Rahmen für die Bindung Japans an das westliche Verteidigungsbündnis gelegt.
Art. 14 des Vertrags verpflichtete Japan zu Reparationen gegenüber den Alliierten, die in bilateralen Verträgen festgelegt werden sollten. In der Folge hat Japan mit vier der 49 Unterzeichnerstaaten Reparationsabkommen geschlossen, nämlich mit Birma, Indonesien, den Philippinen und Südvietnam.
Mehrdeutigkeiten bei der Frage, auf welche Inseln genau Japan seine Ansprüche aufgegeben hat, führten zum bis heute ungeklärten Kurilenkonflikt.
Auf den Vertrag von San Francisco folgte am 8. September 1952 der Vertrag über gegenseitige Sicherheit (1960 ersetzt durch den Vertrag über gegenseitige Kooperation und Sicherheit zwischen Japan und den Vereinigten Staaten), der Japan und die USA militärisch zu Verbündeten machte.